# 鰓曳動物
鰓曳動物（えらひきどうぶつ、PriapulidaまたはPriapula）またはプリアプルス類とは、蠕虫状の海産無脊椎動物の1分類群。冠棘を備えた吻を持つ。独立の動物門に分類される。日本からはエラヒキムシとフタツエラヒキムシの2種のみ。

## 名称

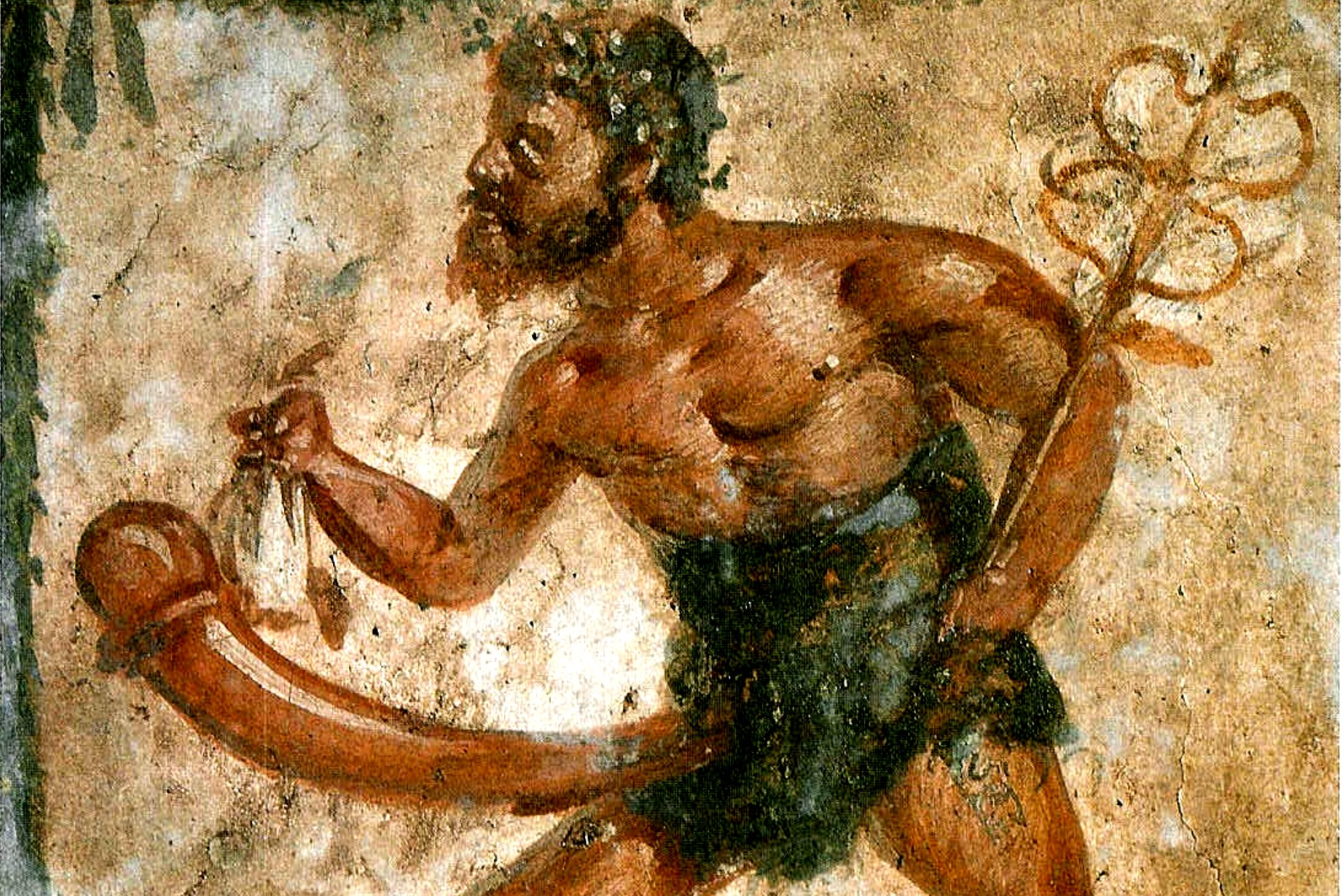
プリアプルスの名は陰茎を象徴する神プリアーポスに由来する。

鰓曳動物という和名は、後述する尾状付属器を鰓と考えたことに由来するが、すべての種がこの付属器を持つわけではない。しかもこの付属器は鰓（呼吸器官）ではなく、感覚器であるとされるようになっている。このことから、鰓曳動物門の名を避け、学名のままプリアプルス門と呼ぶこともある。
学名はギリシャ神話における生殖の神であり、陰茎を象徴するプリアーポスの名に由来し、プリアプルスとは「小さい陰茎」を意味する。なお英語ではpenis wormと呼ばれる。

## 特徴

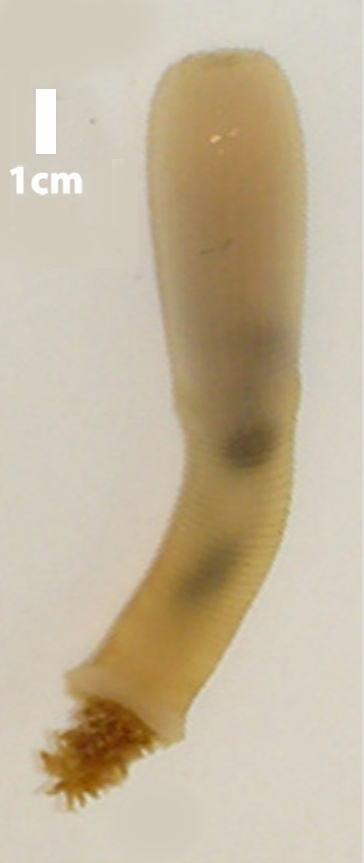
エラヒキムシ。

円筒形の蠕虫で、左右相称。体長は大きいものでは20センチメートルほどになるが、0.5ミリメートルの小型種もいる。体表はクチクラに覆われ、成長過程で脱皮する。小型種は透けて見えるが、大型種の体表は黄白色や赤褐色になる。クチクラ層の下には表皮層、その下には筋肉の層がある。
体は大きく吻と胴に分かれる。吻は出し入れが可能で、その表面には多数の棘が並んでいる。吻の先端に口がある。消化管は完全で、ほぼ直線に伸びる。肛門は体の後端、中心近くに開く。胴の体表には皺が見られるが、これは体節構造ではなく、鰓曳動物は体節を持たない。一部の種を除いて体の後部に尾状付属器を持つが、その形態は種によってさまざまである。
体内には大きな体腔がある。この体腔が真体腔であると主張した研究者もいるが、その後の研究からこれは疑問視されており、鰓曳動物は偽体腔を持つと考えられている。体腔内は体腔液に満たされている。体腔液は水力学的骨格として体を支持しており、吻を突出させるときには、体壁の筋肉（環筋）が収縮し、それによって生じる体腔液の圧力を利用する。体腔液中にはヘムエリスリンを含む赤血球や、食細胞性の変形細胞がある。
体腔の後部に原腎管があり、浸透圧調節や排泄機能を果たしていると考えられる。同じ場所に生殖器系があり、一対の生殖孔が肛門の近くに開口する。
神経系は表皮内にあり、放射状に張り巡らされている。脳神経節は持たないが、腸を囲むように神経環があり、そこから神経索が腹側に伸びる。

## 繁殖と発生

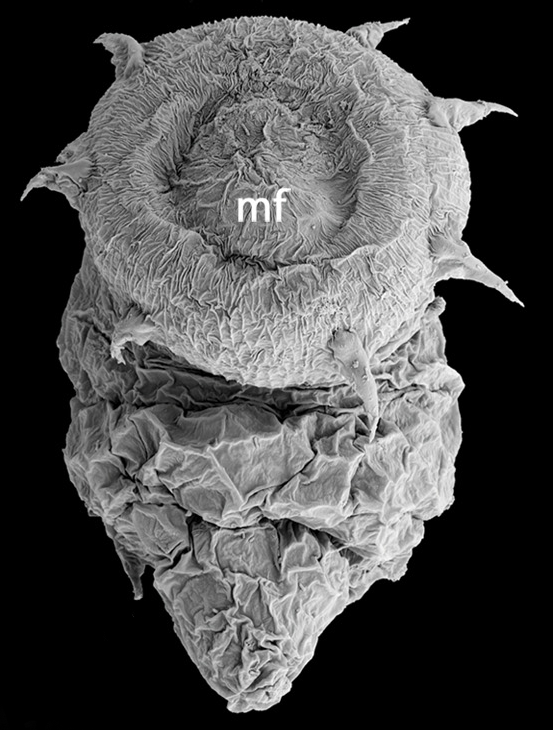
Halicryptus spinulosusの幼生。

雌雄異体で、ふつうは体外受精。まず雄が精子を、次いで雌が卵を放出し、受精が起こる。受精卵は全割の放射卵割を経て発生し、胴甲動物の成体によく似たロリケイト幼生になる。ロリケイト幼生の胴部はクチクラの被甲に覆われていて、吻はそのなかに収まっている。被甲は成長過程で何度か脱ぎ捨てられ、変態の際には失われるので成体にはない。
一方で、胚が変態せず、成体と同じかたちで孵化する直接発生もツビルクス科のMeiopriapulus fijiensisで報告されている。この種では、胚は母親によって保護される。マッカベウス科のMaccabeus tentaculatusでは雄の存在が確認されていないが、この種の繁殖方法は不明である。

## 生態

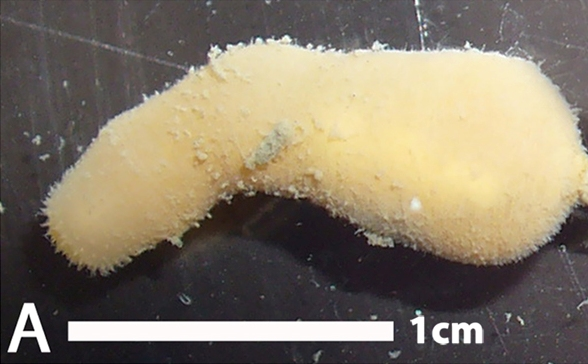
Halicryptus spinulosusの成体。

すべて海洋または汽水に生息し、淡水産のものはいない。砂泥底に見られ、浅い潮下帯から水深5000メートルを超える深海底まで、広範囲に生息する。大型種は低水温の海域に多く、巣穴を掘って生活するほか、棲管をつくる種もわずかにいる。かつてはそのような種しかしられていなかったため、高緯度や深海のみに分布すると考えられていたが、熱帯にも小型の種がいることが明らかになっている。小型の種は巣穴を掘るか、間隙性である。貧酸素で硫化物濃度の高い環境に生息する種（Harycryptus spinulosus）も報告されている。
多くは捕食性。吻を伸ばし、キチン質の歯が並んだ口を突出させて、ゴカイやヨコエビなど小型の無脊椎動物を捕食する。棲管をつくるMaccabeus tentaculatusは、口の周囲にある短い触手と棘を使い、近づいた獲物を捕らえる。小型種はデトリタスなどを餌とする。深海性の種では、カイメンを食べるものも知られている。

## 系統進化
かつて、偽体腔を持つ前口動物は袋形動物門にまとめられており、線形動物や内肛動物などとともに、鰓曳動物も袋形動物門の1綱とされていた。しかし、袋形動物が単系統群ではないと考えられるようになったため、この門は使われなくなり、それぞれの綱は独立の門とされるようになった。鰓曳動物も同様で、独立の鰓曳動物門を構成するとみなされている。
分子系統学の研究から、前口動物は脱皮動物と冠輪動物の2つの系統群に分かれることが有力視されているが、鰓曳動物は脱皮動物に含まれると考えられている。脱皮動物はその名の通り脱皮をすることが特徴で、鰓曳動物もそうである。脱皮動物のなかでは、鰓曳動物は動吻動物、胴甲動物と近縁と考えられており、この3群を併せて頭吻動物（または有棘動物）にまとめることが提案されている。頭吻動物は、体表に花状器官と呼ばれる微小な構造を持つという形質を共有する。

## 化石

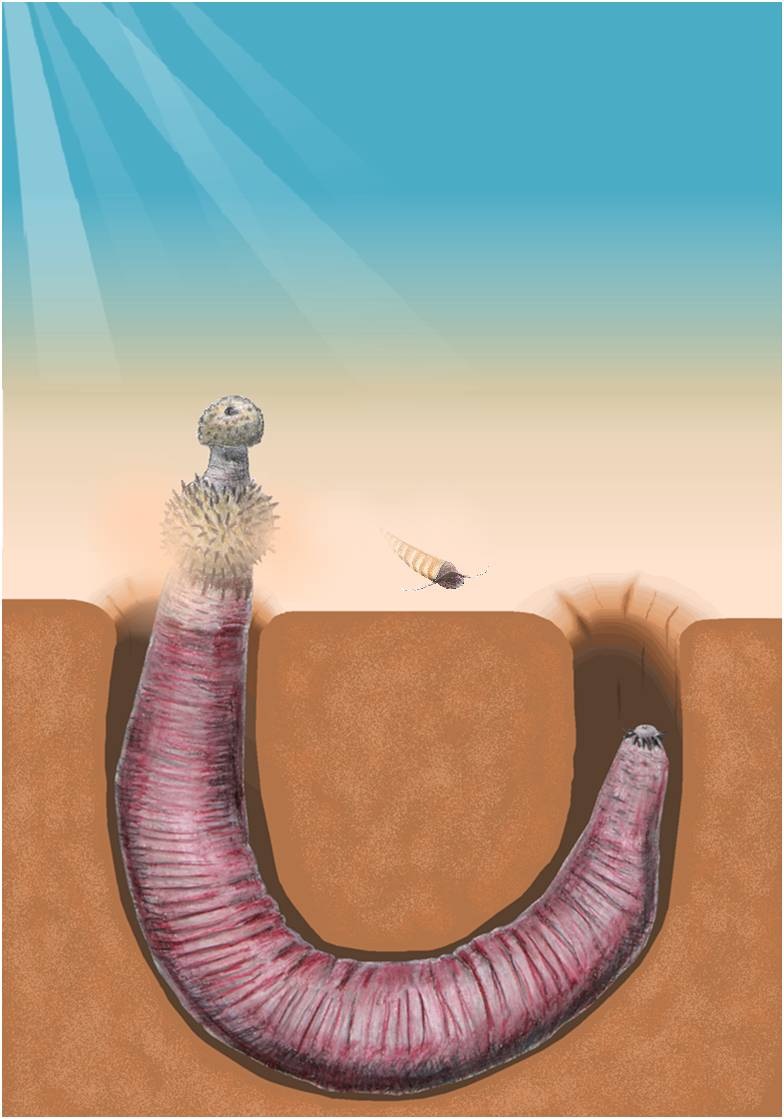
バージェス生物群のオットイア（復元図）

現代よりも古生代に繁栄したグループで、カンブリア紀の海では主要な捕食者だった。バージェス生物群の一員として有名なオットイアも鰓曳動物である。古生物学者のグールドは、鰓曳動物の衰退は、オルドビス紀に出現した、顎を持つ多毛類との競争に敗れたために起こった可能性を指摘している。

## 分類
鰓曳動物の現生種は10数種ほどが知られている。以下の2目3科に分類される。
- プリアプルス目 Priapulimorpha
  - ツビルクス科 Tubiluchidae
  - プリアプルス科 Priapulidae
    - ハリクリュプトス亜科 Harycryptinae
    - プリアプルス亜科 Priapulinae - エラヒキムシ、フタツエラヒキムシなど
- セティコロナリア目（セチコロナリア目） Seticoronaria
  - マッカベウス科 Maccabeidae